# Algemene verkiezingen in Liberia (2011)

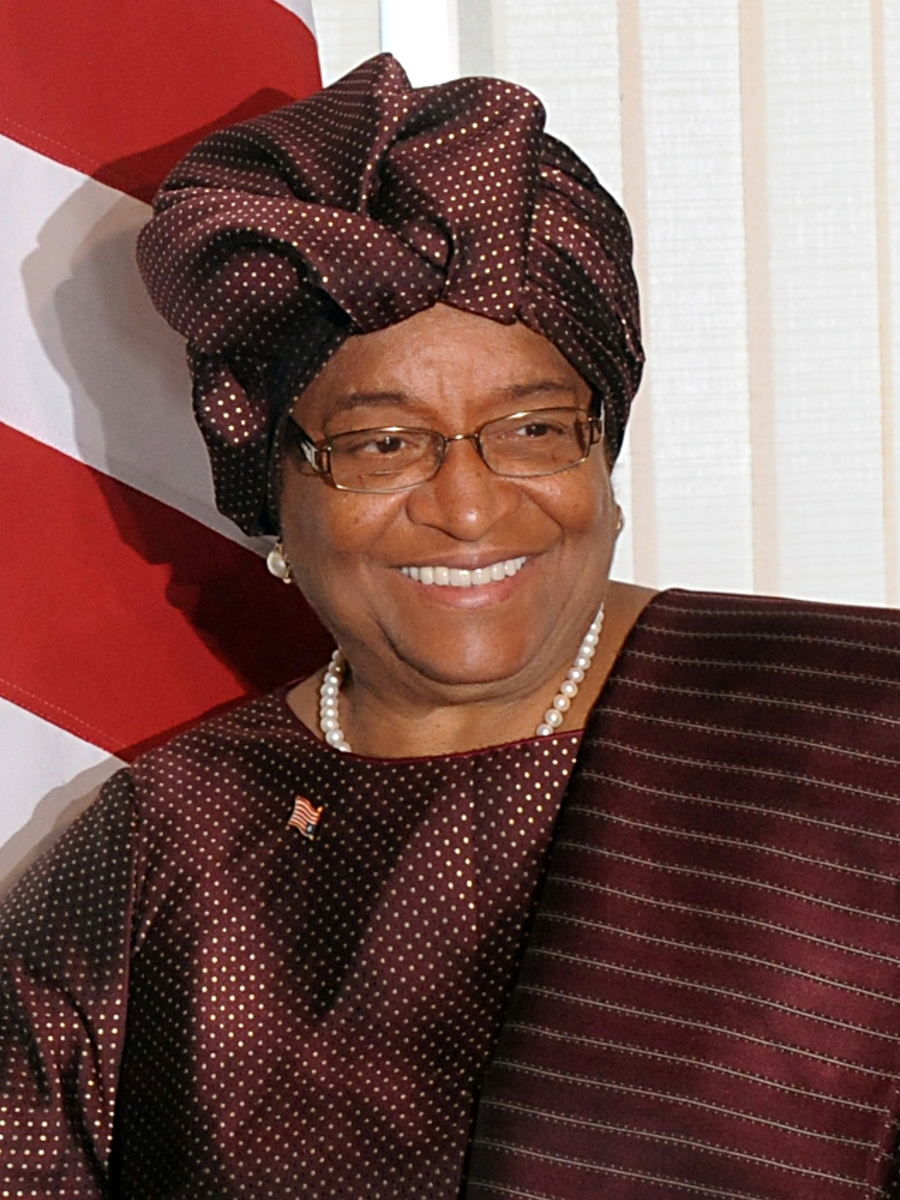
Ellen Johnson Sirleaf werd met 90,71% van de stemmen als president herkozen.

De algemene verkiezingen in Liberia van 2011 vonden op 11 oktober (eerste ronde) en 8 november (tweede ronde) plaats. Bij de parlementsverkiezingen op 11 oktober werd de Unity Party - de partij van president Johnson Sirleaf - zowel de grootste in het Huis van Afgevaardigden (24/73) en de Senaat (10/30). Zittend president Ellen Johnson Sirleaf (UP) kreeg diezelfde dag bij de presidentsverkiezingen 43,93% van de stemmen, tegenkandidaat Winston Tubman (CDC) kreeg 32,68% van de stemmen. Omdat geen van de kandidaten een meerderheid kreeg, was een tweede ronde noodzakelijk die op 8 november plaatsvond. Ellen Johnson Sirleaf won deze tweede ronde overtuigend en kreeg 90,71% van de stemmen; zij was er in geslaagd in de weken voorafgaande aan de tweede ronde de steun te verwerven van de meeste kandidaten die het in de eerste ronde tegen haar hadden moeten afleggen. Daarenboven besloot Tubman de tweede rond te boycotten, waardoor zij feitelijk de enige overgebleven kandidaat was. De naam van Tubman bleef echter op het stembiljet staan.

## Uitslagen

### Uitslag presidentsverkiezingen
| Kandidaat                         | Kandidaat                         | Partij                                 | Stemmen (1e ronde) | % (1e ronde) | Stemmen (2e ronde) | % (2e ronde) |
| --------------------------------- | --------------------------------- | -------------------------------------- | ------------------ | ------------ | ------------------ | ------------ |
|                                   | Ellen Johnson Sirleaf             | Unity Party                            | 530.020            | 43,93        | 607.618            | 90,71        |
|                                   | Winston Tubman                    | Coalition for Democratic Change        | 394.370            | 32,68        | 62.207             | 9,29         |
|                                   | Prince Yormie Johnson             | National Union for Democratic Progress | 139.786            | 11,58        |                    |              |
| Overige kandidaten                | Overige kandidaten                | Overige kandidaten                     | 142.466            | 23,39        |                    |              |
| Totaal                            | Totaal                            | Totaal                                 | 1.206.642          | 100,00       | 669.825            | 100,00       |
|                                   |                                   |                                        |                    |              |                    |              |
| Geldige stemmen                   | Geldige stemmen                   | Geldige stemmen                        | 1.206.642          | 93,63        | 669.825            | 96,46        |
| Ongeldige stemmen/ blanco stemmen | Ongeldige stemmen/ blanco stemmen | Ongeldige stemmen/ blanco stemmen      | 82.074             | 6,37         | 24.587             | 3,54         |
| Totaal aantal stemmen             | Totaal aantal stemmen             | Totaal aantal stemmen                  | 1.288.716          | 100,00       | 694.412            | 100,00       |
| Geregistreerde kiezers/ Opkomst   | Geregistreerde kiezers/ Opkomst   | Geregistreerde kiezers/ Opkomst        | 1.798.930          | 71,64        | 1.798.930          | 38,60        |
| Bron: AED                         |                                   |                                        |                    |              |                    |              |

### Huis van Afgevaardigden
| Partij                                 | Zetels    | %      |
| -------------------------------------- | --------- | ------ |
| Unity Party                            | 24        | 19,02  |
| Coalition for Democratic Change        | 11        | 13,75  |
| Liberty Party                          | 7         | 9,86   |
| National Democratic Coalition          | 5         | 5,93   |
| National Union for Democratic Progress | 6         | 4,20   |
| National Patriotic Party               | 3         | 3,56   |
| Alliance for Peace and Democracy       | 3         | 2,23   |
| Overige partijen                       | 5         | 20,41  |
| Partijloos                             | 9         | 21,04  |
| Totaal                                 | 73        | 100,00 |
|                                        |           |        |
| Totaal aantal kiesgerechtigden         | 1.798.930 | 70,80  |
| Bron: AED                              |           |        |

### Senaat
| Partij                                 | Zetels    | %      |
| -------------------------------------- | --------- | ------ |
| Unity Party                            | 10        | 13,78  |
| Coalition for Democratic Change        | 3         | 21,67  |
| Liberty Party                          | 1         | 11,23  |
| National Democratic Coalition          | 1         | 3,49   |
| National Union for Democratic Progress | 2         | 4,30   |
| National Patriotic Party               | 6         | 5,87   |
| National Democratic Party of Liberia   | 1         | 0,20   |
| Partijloos                             | 0         | 8,76   |
| Totaal                                 | 30        | 100,00 |
|                                        |           |        |
| Totaal aantal kiesgerechtigden         | 1.283.087 | 71,30  |
| Bron: AED                              |           |        |